# Hornvitmossa
Hornvitmossa (Sphagnum lescurii) är en bladmossart som beskrevs av Sullivant in A. Gray 1856. I den svenska databasen Dyntaxa används istället namnet Sphagnum auriculatum. Enligt Catalogue of Life ingår Hornvitmossa i släktet vitmossor och familjen Sphagnaceae, men enligt Dyntaxa är tillhörigheten istället släktet vitmossor och familjen Sphagnaceae. Arten är reproducerande i Sverige. Inga underarter finns listade i Catalogue of Life.